# Agiá (Préveza)
Agiá, en grec moderne : Αγιά, est un village du dème de Párga, district régional de Préveza, en Épire, Grèce.
Selon le recensement de 2011, la population du village compte 758 habitants.